# Jonas Bokeloh
Jonas Bokeloh (Frankfurt del Main, 16 de març de 1996) és un ciclista alemany, professional des del 2015 i actualment a l'equip An Post-Chain Reaction. En el seu palmarès destaca Campionat del món en ruta júnior.

## Palmarès
- 2013
  - Vencedor d'una etapa al Gran Premi General Patton
- 2014
  -  Campió del món júnior en ruta
  -  Campió d'Alemanya júnior en ruta
- 2016
  - 1r a l'Umag Trophy
- 2018
  - Vencedor d'una etapa a la Baltic Chain Tour